# Droga I/68 (Czechy)
Droga krajowa 68 (cz. Silnice I/68) – droga krajowa na wschodzie Czech łącząca autostradę D48 z krajową 11 w rejonie miasta Třinec.